# Río Quemquemtreu
Le Río Quemquemtreu est une rivière située dans la région de Patagonie de la République Argentine, à l'extrême sud-ouest de la province de Río Negro. Il traverse du nord au sud la localité d'El Bolsón avant de se jeter dans le Río Azul, dont il est séparé pendant une bonne partie de son parcours par une crête montagneuse longitudinale d'axe nord-sud, appelée Loma del Medio, les deux vallées étant parallèles. 
Son nom d'origine Mapuche est de signification inconnue.

## Hydrologie
De même que beaucoup de rivières de Patagonie argentine, qui naissent du côté argentin de la Cordillère Patagonique, le Quemquemtreu appartient cependant au versant de l'Océan Pacifique. Par le biais de ses émissaires, Río Azul - Lac Puelo - Río Puelo, ses eaux franchissent la frontière du Chili, pour se déverser dans l'Estuaire de Reloncaví, près de la ville chilienne de Puerto Montt.